# آتروپات
آتروپات یا آتورپات یا آذربد (به معنی نگهبان آتش) سردار ایرانی و ساتراپ ماد، فرمانده نیروهای ماد و آلبانی و ساکاسنس در نبرد گوگامل در سال ۳۳۱ پیش از میلاد بوده است. او تا مرگ داریوش سوم در سال ۳۳۰ پیش از میلاد به او وفادار بود و پس از مرگ داریوش سوم به اردوگاه مقدونی‌ها پیوست.
اسکندر پس از گذر از هَگمتان در آغاز همان سال فرمان‌روایی، ماد را به اکسیدَتِس واگذاشت. اما در سال ۳۲۷ یا ۳۲۸ پیش از میلاد اکسیدَتِس- را که دیگر به وفاداری‌اش اعتماد نداشت - عزل و دوباره آتروپات را به فرمان‌روایی آن سرزمین گماشت. آتروپات، بریاکسِس را به واسطهٔ شورشی که در ماد خُرد روی داد، شکست داد و در سال ۳۲۴ یا ۳۲۵ پیش از میلاد در پاسارگاد او را به اسکندر تحویل داد. او چندان در نظر اسکندر ارج یافت، که مدتی بعد با دختر رازدار اسکندر – پردیکاس - ازدواج کرد. او آخرین دیدارش را با اسکندر در ماد به سال ۳۲۳ یا ۳۲۴ پیش از میلاد انجام داد.
پس از مرگ اسکندر در ۳۲۴ پیش از میلاد، در تقسیم اراضی توسط بابِل، ساتراپی ماد به دو قسمت تقسیم شد، به‌طوری که ماد کوچک (قسمت شمال غربی) به آتورپات و ماد بزرگ (قسمت شرقی) به پیثون واگذار شد. سرانجام آتورپات از تابعیت فرماندهان مقدونیه‌ای سرباز زد و ساتراپی او، خودمختار بود. از آن پس این قسمت از ماد به عنوان «ماد آتروپاتنه» یا اختصار «آتروپاتنه» شناخته شد، چندان که در ارمنی «آترپاتاکان»، در پارتی و پارسی میانه «آتورپاتکان»، بعدها «آذوربادگان»، و در فارسی نو «آذربایجان» نام گرفت.
آتورپات هرگز حکومت هیچ‌کدام از سرداران مقدونی را به رسمیت نشناخت. او دودمانی بنا نهاد که در آتروپاتکان چندین سده فرمان راندند.
آتورپات محلی را نزدیک گنزک به مغان داد تا آتشکده‌ای در آن جا برپا دارند. این آتشکده همان آذرگشنسپ معروف است، که بعدها به تخت سلیمان انتقال داده شد. بسیاری از مغان و پیروان مذهب زردشت بدان جا رفتند و آتش مقدسی را که در ری نگاه داشته می‌شد، با خود به آن ناحیه بردند.

## لاتین
1. ↑  Sacasene
2. ↑  Oxydates
3. ↑  Baryaxes